# Bliss n Eso
Bliss n Eso (originariamente Bliss n' Esoterikizm) sono un gruppo musicale australiano formatosi nel 2000. È formato dai rapper MC Bliss e Esoterik, e dal disc jockey DJ Izm.

## Storia del gruppo
Il trio, orinario di Sydney, si è fatto conoscere verso la fine del 2005, dopo essere stato selezionato come opening act del concerto di 50 Cent a Brisbane, in occasione del suo Get Rich or Die Tryin' Tour.
Il secondo disco Day of the Dog, uscito nel 2006, è divenuto il loro primo ingresso nella ARIA Albums Chart. Hanno visto risultati maggiori con i dischi seguenti Flying Colours, vincitore di un ARIA Music Award, e Running on Air, entrambi platino e classificatisi rispettivamente al 10º posto e in vetta alla graduatoria australiana.
Nel 2012 hanno intrapreso la loro prima tournée nell'America del Nord, per poi dare al via a un tour di 15 tappe in Australia con il fine di trainare il progetto Circus in the Sky; anch'esso numero uno in Australia, dove è platino.
Il singolo Moments, in collaborazione con Gavin James, ha valso al trio il loro miglior posizionamento nella hit parade dei singoli, fermandosi in 25ª posizione e conseguendo il triplo platino, nonché un ARIA Music Award nella categoria di miglior video.

## Discografia

### Album in studio
- 2004 – Flowers in the Pavement
- 2006 – Day of the Dog
- 2008 – Flying Colours
- 2010 – Running on Air
- 2013 – Circus in the Sky
- 2017 – Off the Grid
- 2021 – The Sun
- 2025 – The Moon: The Light Side

### Album dal vivo
- 2009 – Flying Colours Live

### Album video
- 2012 – Running on Air Live

### EP
- 2001 – Up Jumped the Boogie

### Singoli
- 2007 – Bullet and a Target (feat. The Connections Zulu Choir)
- 2009 – On Tour
- 2010 – Down by the River
- 2013 – House of Dreams
- 2013 – Home Is Where the Heart Is
- 2013 – Reservoir Dogs (con Seth Sentry, Drapht, 360 e Pez)
- 2013 – Act Your Age
- 2013 – My Life (feat. Ceekay Jones)
- 2016 – Dopamine (feat. Thief)
- 2016 – Friend like You (feat. Lee Fields)
- 2017 – Believe (feat. Mario)
- 2017 – Fortunate Son
- 2020 – So Happy/Send It
- 2021 – Good People (feat. Kasey Chambers)
- 2021 – Tell the World That I'm Coming
- 2022 – Not Today
- 2022 – OG's (con The Brisbane Symphony Orchestra)
- 2022 – Reflections (con The Brisbane Symphony Orchestra)
- 2022 – Pale Blue Dot (con The Brisbane Symphony Orchestra)
- 2022 – Friend like You (con The Brisbane Symphony Orchestra)
- 2023 – Hoops
- 2024 – Feeling Fly
- 2024 – Vacation
- 2025 – Party on the Moon
- 2025 – Take Me Higher
- 2025 – Been Through Hell (con Masked Wolf, 360 e Benny Morrell)